# Conflits entre Lagash et Umma
Les conflits entre les cités-États sumériennes d'Umma et de Lagash sont les événements historiques les plus anciens pour lesquels on possède des documents sous la forme de sources directes, qui plus est concernant une guerre. Ces sources, composées de dix-huit inscriptions royales, sont partiales, puisque ce sont des inscriptions laissées par les souverains de Lagash, retrouvées lors des fouilles du site de Tello, l'ancienne Girsu, capitale religieuse de l'État de Lagash. Ces différents épisodes se sont déroulés sur une durée d'environ deux siècles et demi, entre 2600 et 2350 av. J.-C.

## Origines de l'antagonisme
Lagash et Umma sont deux cités-États voisines du pays de Sumer, séparées d'environ 30 kilomètres et entretenant des relations tendues. Dès que les premières inscriptions à caractère historique apparaissent, des traces de conflit sont présentes. Plus que d'un seul conflit, il s'agit d'un ensemble de guerres s'étalant sur une durée de plus de deux siècles (un siècle étant bien attesté) provoquées par des rivalités territoriales.

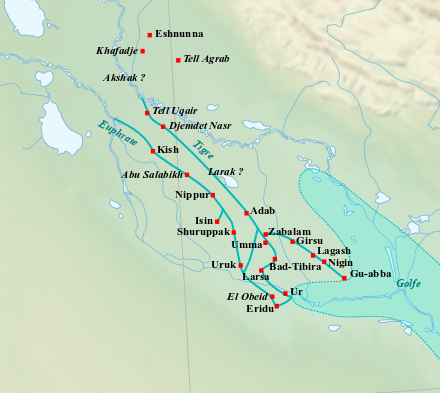
Les principales villes de Basse-Mésopotamie à la période des dynasties archaïques.

Les royaumes d'Umma et de Lagash sont très proches, Umma étant situé en amont de Lagash sur une branche du réseau fluvial parcourant le pays de Sumer à cette période. Cette proximité gênante fut très tôt un facteur de conflits. On sait par des sources postérieures qu'un conflit entre les deux cités éclata vers 2600 av. J.-C. Il avait pour enjeu un territoire situé à la frontière des deux États, le GU.EDEN.NA (le « bord de la plaine »), zone de culture irriguée. Sans doute la possession de ce territoire et sa mise en irrigation par Umma gênaient-elles Lagash, car son voisin du nord s'assurait ainsi le contrôle des eaux coulant vers son royaume. Il a été avancé que cette série de conflits serait la première « guerre de l'eau » de l'histoire, mais en fait le seul objectif jamais mentionné dans les textes qui le documentent est la possession du territoire disputé. Il faut aussi souligner la nature exceptionnelle de ce conflit frontalier, les États émergeant dans cette période étant alors très rarement contigus et très peu densément peuplés .
Au moment du premier affrontement connu vers 2600 av. J.-C., les deux cités en ont appelé à l'arbitrage du roi de Kish, Mesilim, qui exerçait alors l'hégémonie sur la Basse Mésopotamie. Il trancha en faveur de Lagash, ce que les souverains de cette cité ne cessèrent de rappeler pour prouver leur légitimité à contrôler le GU.EDEN.NA. La plus ancienne mention de cet arbitrage est faite par Ur-Nanshe de Lagash, qui règne vers 2500 av. J.-C. Celui-ci avait alors dû vaincre le roi d'Umma, preuve que cette ville n'entendait pas respecter la décision de Mesilim. Cette situation ne dura pas longtemps, puisque Akurgal, successeur d'Ur-Nanshe, subit une défaite face à Ush d'Umma, et perdit le GU.EDEN.NA.

## La victoire d'Eannatum

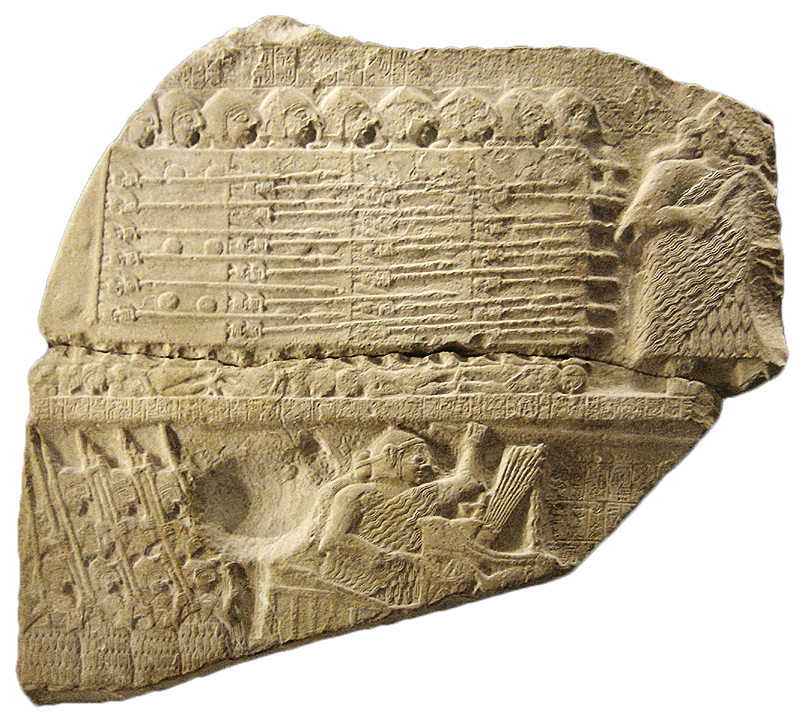
Détail de la Stèle des vautours : les troupes de Lagash

Le successeur d'Akurgal, Eannatum, monte sur le trône de Lagash après que les troupes du royaume de Hamazi (en Iran actuel) eurent vaincu l'armée d'Ur, mettant fin à sa domination sur Sumer. Le conflit avec Umma continue sous son règne, autour du territoire de GU.EDEN.NA. Celui-ci était passé sous le contrôle du roi Ush de Umma sous le règne d'Akurgal, et Eannatum se fit un devoir de le récupérer. Il semble cependant que le roi de Lagash affirma d'abord sa puissance en repoussant les troupes de Hamazi. La guerre avec Umma reprit après cela, et la victoire de Lagash fut, semble-t-il, totale. Eannatum la commémora dans un célèbre monument, la Stèle des Vautours, qui se trouve actuellement au Musée du Louvre à Paris.
Cette stèle comporte deux faces, représentant l'armée de Lagash écrasant celle d'Umma, et la divinité tutélaire de Lagash, Ningirsu, soutenant Eannatum dans son action militaire. Ce monument comporte aussi une inscription, ce qui constitue une première dans l'histoire. Eannatum y décrit la violence avec laquelle il a vaincu l'armée ennemie pour reprendre le GU.EDEN.NA. Le souverain d'Umma, Enakalle, dut jurer par six dieux différents de payer un loyer au roi de Lagash pour que ses hommes puissent exploiter les terres du GU.EDEN.NA. C'est la solution choisie par Eannatum pour régler le conflit, et ses successeurs font de même. Ils s'assuraient ainsi la perception d'une redevance importante. Mais cette solution ne permit pas de résoudre le problème de manière durable. En effet elle ne faisait qu'augmenter la rancœur des Ummaïtes, et tout refus de paiement de la redevance pouvait fournir un casus belli.

## Les conflits suivants

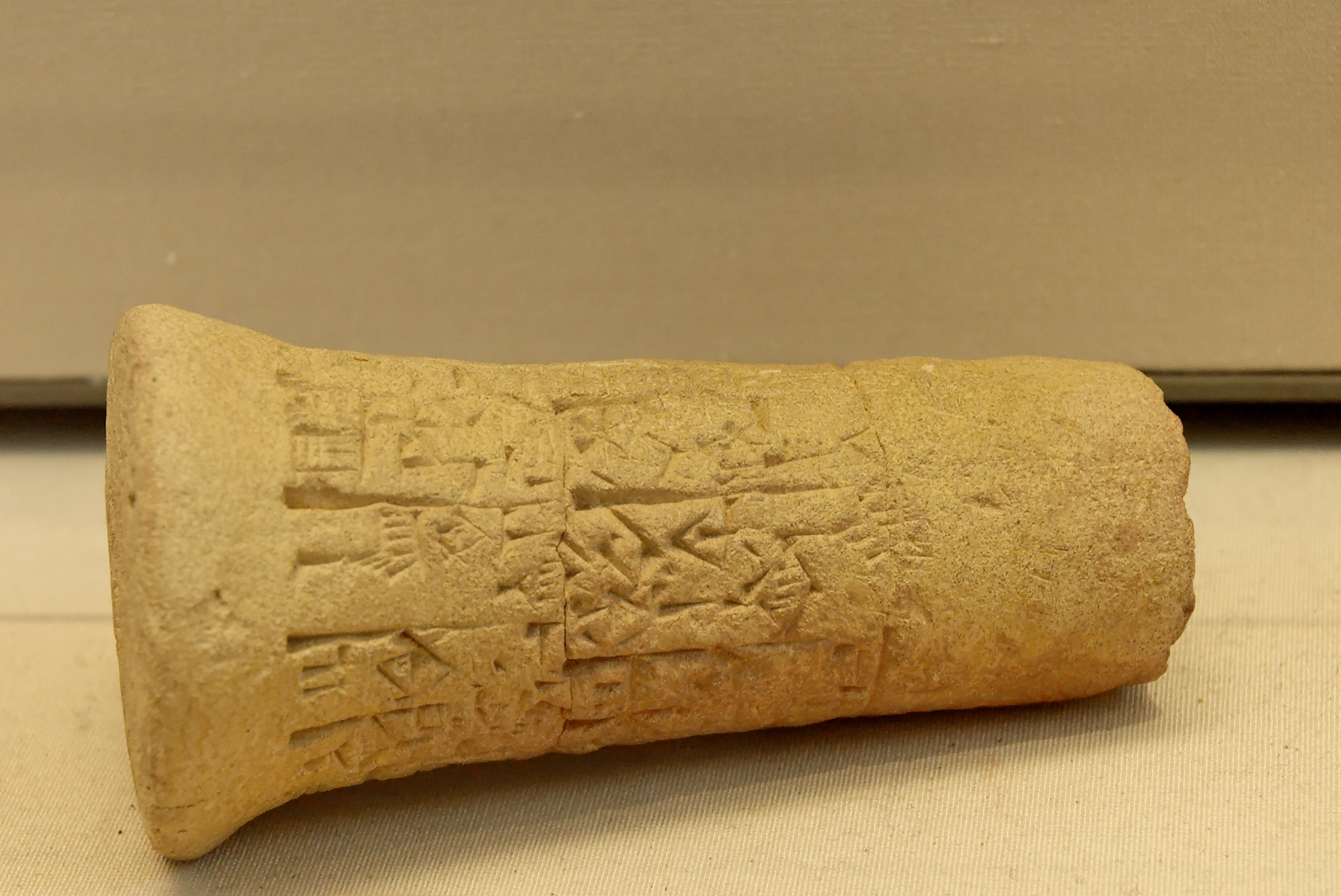
Clou de fondation portant le traité de paix entre Entemena de Lagash et Lugal-kigin-dudu d'Uruk, v. 2400 av. J.-C., musée du Louvre

Eannatum a été le souverain le plus puissant de son temps. Après sa victoire contre Umma, s'ensuit la formation d'une coalition réunissant de nombreux royaumes ennemis, dont il triomphe. Lagash est alors à son apogée.
Après sa mort, les rois d'Umma continuent à revendiquer le GU.EDEN.NA. Ur-Lumma, puis son successeur Ila reprennent le territoire, provoquant le déclenchement d'un conflit qui aboutit à la défaite de Lagash, son roi Enannatum Ier étant tué au cours de la bataille.
Le fils d'Enannatum Ier, Entemena, aussitôt monté sur le trône, répliqua et écrasa l'armée d'Umma. Il reprit possession du GU.EDEN.NA et y entreprit une série de travaux d'irrigation. Il commémora son exploit dans une inscription gravée sur un cône d'argile, le cône d'Entemena. Il y effectue un rappel du long conflit entre Lagash et Umma, rappelant l'arbitrage de Mesalim, qui confirme qu'il est dans son bon droit, ainsi que la victoire d'Enannatum. Entemena est le dernier grand souverain de Lagash avant longtemps. Il réussit notamment à remporter des victoires contre le roi d'Uruk, Lugal-kigin-dudu, avant de signer avec lui un traité renforçant sa position politique dans le pays de Sumer.

## La victoire de Lugal-zagesi
Les successeurs d'Entemena ne sont pas capables de conserver leur position de force à Sumer, mais le conflit avec Umma connaît alors une pause. Les souverains d'Uruk deviennent la plus grande puissance dans le courant de la première moitié du XXIVe siècle av. J.-C.. Vers le milieu de ce même siècle, un usurpateur monte sur le trône de Lagash, Urukagina. Il prétend dans une inscription avoir rétabli le bon ordre dans son pays, en éliminant l'iniquité qui y régnait. C'est aussi sous son règne que le conflit avec Umma reprit. Le nouveau roi de cette ville, Lugal-zagesi, allait faire de sa cité la plus grande puissance politique de son temps. Il remporte une victoire contre Urukagina, qui, fait très rare, la rapporta dans une inscription où il maudit son ennemi, énumérant les méfaits perpétrés par Lugal-zagesi à son encontre. Ce dernier n'est cependant pas inquiété par le roi de Lagash, et multiplie les victoires lui permettant de soumettre tous les royaumes du sud mésopotamien.

## Épilogue: les conquêtes de Sargon d'Akkad
La victoire de Lugal-zagesi est le dernier acte du conflit séculaire ayant opposé Umma à Lagash, qui est l'incarnation la mieux connue des rivalités opposant les cités-États de cette période. Ce conflit opposant deux cités très proches autour de la possession d'un territoire et de canaux d'irrigation est un exemple-type des guerres opposant les micro-États de ce temps. Aucun des deux adversaires ne peut s'assurer une victoire durable, chaque guerre n'offrant aucune solution durable et entraînant inexorablement une revanche.
Le cadre de la cité-État paraît bloqué par ce type de rivalités à cette période. Une nouvelle ère apparaît alors avec l'avènement à Kish de Sargon d'Akkad, qui bat Lugal-zagesi vers 2340 av. J.-C. et s'assure l'hégémonie sur le sud mésopotamien. Mais au lieu de s'en tenir au cadre traditionnel de la cité-État, il fonde un empire, incorporant ses conquêtes dans une vaste entité territoriale, dont Umma et Lagash ne sont plus que des composantes parmi d'autres.